# Kristian Kolby
Kristian Kolby (* 9. Oktober 1978 in Ringkøbing) ist ein ehemaliger dänischer Autorennfahrer.

## Karriere
Kolby begann seine Motorsportkarriere 1988 im Kartsport, in dem er bis 1994 aktiv war. 1994 gab er sein Debüt im Formelsport und wurde Siebter in der britischen Formel Vauxhall und Vierter in der britischen Formel Vauxhall Wintermeisterschaft. 1995 wechselte der Däne in die britische Formel Ford. Nachdem er in seiner ersten Saison den zehnten Gesamtrang belegt hatte, gewann er 1996 den Meistertitel der britischen Formel Ford.
Nachdem er 1997 Sechster in der britischen Formel-Renault-Meisterschaft geworden war, wechselte er 1998 in die britische Formel-3-Meisterschaft zu Fortec Motorsport und belegte den sechsten Gesamtrang. 1999 gelang es ihm, ein Rennen in der britischen Formel 3 für sich zu entscheiden, und wurde Vierter in der Meisterschaft. Außerdem startete er für Coloni Motorsport bei einem Rennen in der italienischen Formel 3000. Er wurde 15. in der Gesamtwertung.
2000 wechselte Kolby in die internationale Formel-3000-Meisterschaft und trat für das französische DAMS-Team an. Er konnte sich für vier Rennen nicht qualifizieren und war seinem Teamkollegen Franck Montagny über weite Strecken unterlegen. Die Saison beendete er auf dem 23. Gesamtrang. Außerdem startete er bei fünf Rennen der dänischen Tourenwagen-Meisterschaft, in der er 13. wurde, und beim 24-Stunden-Rennen von Le Mans. 2001 verließ Kolby Europa und startete in der nordamerikanischen Indy Lights für Conquest Racing. Beim Rennen in Kansas City siegte er mit nur einer tausendstel Sekunde Vorsprung auf Damien Faulkner. Der Zieleinlauf stellte eine der knappsten Entscheidungen bei einem Motorsportrennen dar. Der Däne, der nach acht Rennen entlassen wurde, belegte am Saisonende den achten Gesamtrang.
Bevor er seine Karriere 2003 wegen finanzieller Probleme seiner Geldgeber in jungen Jahren beenden musste, war er 2002 für drei Rennen in die Formel 3000 zurückgekehrt. Kolby startete für das von Coloni betreute italienische Team European Minardi F3000. Er kam nie über einen zehnten Platz hinaus und belegte dennoch als zweitbester Minardi-Pilot am Saisonende den 19. Platz in der Fahrerwertung.

## Statistik

### Karrierestationen
- 1988–1994: Kartsport
- 1994: Britische Formel Vauxhall (Platz 7); Wintermeisterschaft der britischen Formel Vauxhall (Platz 4)
- 1995: Britische Formel Ford (Platz 10)
- 1996: Britische Formel Ford (Meister)
- 1997: Britische Formel Renault (Platz 6)
- 1998: Britische Formel-3-Meisterschaft (Platz 6)
- 1999: Britische Formel-3-Meisterschaft (Platz 4); italienische Formel 3000 (Platz 15)
- 2000: Internationale Formel-3000-Meisterschaft (Platz 23); dänische Tourenwagen-Meisterschaft (Platz 13)
- 2001: Indy Lights (Platz 8)
- 2002: Internationale Formel-3000-Meisterschaft

### Le-Mans-Ergebnisse
| Jahr | Team      | Fahrzeug               | Teamkollege   | Teamkollege        | Platzierung | Ausfallgrund |
| ---- | --------- | ---------------------- | ------------- | ------------------ | ----------- | ------------ |
| 2000 | Team DAMS | Cadillac Northstar LMP | Marc Goossens | Christophe Tinseau | Ausfall     | Motorbrand   |

### Sebring-Ergebnisse
| Jahr | Team        | Fahrzeug     | Teamkollege      | Teamkollege  | Platzierung | Ausfallgrund |
| ---- | ----------- | ------------ | ---------------- | ------------ | ----------- | ------------ |
| 2002 | Team Ascari | Ascari KZR-1 | Werner Lupberger | Timothy Bell | Rang 27     |              |